# 小行星4664
小行星4664（英語：4664 Hanner）是一颗围绕太阳公转的小行星。1985年8月14日，愛德華·鮑威爾在可可尼诺县发现了此天体。
这颗小行星的绝对星等为2.504142400592909等。